# Bachchor Bad Homburg
Der Bachchor der Erlöserkirche Bad Homburg ist ein 1908 gegründeter Chor mit gegenwärtig etwa 125 Sängern. Der Bachchor gibt Konzerte und ist darüber hinaus an der Gestaltung von Gottesdiensten der Erlöserkirchengemeinde beteiligt.
Der Chor konzentriert sich auf das Chorwerk von Johann Sebastian Bach, das nahezu vollständig aufgeführt wurde. Daneben stehen Aufführungen von großen Chorwerken anderer Meister bis hin zu Stücken des 20. und 21. Jahrhunderts. Konzertreisen führten den Bachchor durch ganz Europa.
Seit 1997 ist Susanne Rohn als Kantorin der Erlöserkirche auch künstlerische Leiterin des Bachchores.

## CD-Einspielungen
Festkonzert zum 100-jährigen Jubiläum der Einweihung der Erlöserkirche in Bad Homburg vor der Höhe am 17. Mai 2008

Johannes Brahms: Variationen über ein Thema von Joseph Haydn

Max Reger: Fantasie über "Halleluja! Gott zu loben"

Max Reger: Der 100. Psalm

Bachchor der Erlöserkirche, Orchester, Orgel: Martin Lücker, Leitung: Susanne Rohn
Maurice Duruflé: Requiem Op. 9

Ralph Vaughan Williams: Five Mystical Songs

Heinz Werner Zimmermann: Te Deum

Bachchor der Erlöserkirche, Offenbacher Kammerorchester, Sinfonietta Frankfurt, Leitung: Susanne Rohn, Mezzosopran: Alison Browner, Bariton: Berthold Possemeyer
Antonín Dvořák: Messe D-Dur op. 86

Joseph Jongen: Messe op. 130
Kammerchor und Bachchor der Erlöserkirche Bad Homburg, Sopran: Silke Schwartz, Alt: Kathrin Hildebrandt, Tenor: Ralf Petrausch, Bass: Markus Flaig, Orgel: Gregor Knop, Leitung: Susanne Rohn
Die Fülle des Wohllauts, Romantische Werke für Frauenchor und Harfe von Joseph Rheinberger, Johannes Brahms und Gustav Holst, (2010, Rondeau Production)
Werke aus Renaissance und Frühbarock, darunter die Ersteinspielung des etwa halbstündigen Zyklus „Gaudium Christianum“ von Michael Altenburg (1584–1640)

Kammerchor der Erlöserkirche, Johann-Rosenmüller-Ensemble (2012, Christophorus)
Ein' feste Burg ist unser Gott, Festliche Kantaten von Georg Philipp Telemann Kammerchor der Erlöserkirche, Johann-Rosenmüller-Ensemble(2017, Christophorus)